# Итабуна
Итабу́на (порт. Itabuna) — муниципалитет в Бразилии, входит в штат Баия. Составная часть мезорегиона Юг штата Баия. Входит в экономико-статистический микрорегион Ильеус-Итабуна. Население составляет 210 604 человека на 2007 год. Занимает площадь 443,198 км². Плотность населения — 475,19 чел./км².
Праздник города — 28 июля.

## История
Город основан в 1910 году.

## Статистика
- Валовой внутренний продукт на 2005 год составляет 1 543 534,358 реалов (данные: Бразильский институт географии и статистики).
- Валовой внутренний продукт на душу населения на 2005 год составляет 7573,18 реалов (данные: Бразильский институт географии и статистики).
- Индекс развития человеческого потенциала на 2000 год составляет 0,748 (данные: Программа развития ООН).

## География
Климат местности: субтропический гумидный.